# Aquilegia microphylla
Aquilegia microphylla är en ranunkelväxtart som först beskrevs av Sergei Ivanovitsch Korshinsky, och fick sitt nu gällande namn av S. Ikonnikov. Aquilegia microphylla ingår i släktet aklejor, och familjen ranunkelväxter. Inga underarter finns listade i Catalogue of Life.